# 秋葉原UDX
秋葉原UDX（日语：／、Akihabara Urban Development X）是東京都千代田區外神田（秋葉原）秋葉原Crossfield內的大樓。2007年度好設計獎得主。

## 概要
2006年3月開幕，是秋葉原Crossfield的核心設施。大樓位在東日本旅客鐵道（JR東日本）秋葉原站西側交通廣場與神田明神通北側，有空中迴廊（AKIBA BRIDGE）連接JR秋葉原站電氣街口與秋葉原DAIBIRU。面對交通廣場的大樓南側正面有540吋（高6.52公尺、寬11.90公尺）的高解析大型數位看板「秋葉原UDX VISION」。
建築東西長44.9公尺、南北長137.1公尺、標準出租空間面積最大4,808.46平方公尺（1,454.56坪）、樓板面積161,482平方公尺，是東京都內重要的辦公大樓。
建物以外的建地為開放空地，週末有跳蚤市場。

## 建物概要
- 所在地 - 東京都千代田區外神田四丁目14-1
- 樓層：地上22層、頂樓1層、地下3層
- 建物高度：最高部107公尺、屋頂99.72公尺
- 建地面積：11,547平方公尺
- 建築面積：8,559平方公尺
- 樓板面積：161,482.72平方公尺（48,848.52坪）
- 建築主：UDX特定目的會社（NTT都市開發、鹿島建設）
- 設計者：NTT都市開發、鹿島建設、NTT設施（日语：NTTファリティーズ）、日總建（日语：日総建）
- 施工者：鹿島建設
- 動工：2003年8月1日
- 竣工：2006年1月
- 開幕：2006年3月9日

## 樓層組成
- B1 - B3層：停車場（秋葉原UDX停車場（日语：秋葉原UDXパーキング））
- 1 - 3樓：防災中心、店鋪（AKIBA ICHI）、警視廳萬世橋警察署（日语：万世橋警察署）秋葉原交番
- 2樓：AKIBA Square、AKIBA Information
- 4樓：UDX Gallery、UDX Gallery Next、UDX Theater、UDX Open College、東京動畫中心
- 5樓：Sky Lobby（辦公區出入層）
- 6樓：UDX Conference、UDX Clinic Mall、秋葉原UDX總合管理事務所
- 7 - 22樓：辦公室

2樓與5樓階辦公區出入層有電扶梯（上下共3座）連接。此外2樓西側有直通4樓的電扶梯。

## 入駐企業
步行至JR東日本秋葉原站僅需2分，至東京地下鐵銀座線末廣町站、東京地下鐵日比谷線與筑波快線秋葉原站步行僅3分，交通十分便利，有多間NTT集團、新日鐵住金集團、日立集團相關企業入駐。
- 新日鐵住金化學（日语：新日鉄住金化学）
- C-Chem（日语：シーケム）
- 日立製作所
- 日立建築系統（日语：日立ビルシステム）
- 日立國際電氣（日语：日立国際電気）
- 日立醫療（日语：日立メディコ）
- AXELL（日语：アクセル (電気機器)）
- BASE （页面存档备份，存于）
- 三菱日聯日本信販股份
- Glory（日语：グローリー (企業)）
- 同和控股（日语：DOWAホールディングス）
- SMC公司
- NTT都市開發
- NTT都市開發大樓服務（日语：NTT都市開発ビルサービス）
- NTT Com-Solutions（日语：NTTコム ソリューションズ）
- 田島屋頂（田島ルーフィング）
- 日本聯想
- 聯想企業解決方案
- 日本動畫協會
- 彌生（日语：弥生 (ソフトウェア)）

## AKIBA ICHI
一至三樓是以餐飲店為主的商店街「AKIBA ICHI」（アキバ・イチ）。1樓有24小時營業的超市「Y'smart」、DOCOMO Shop秋葉原UDX店、秋葉原UDX內郵便局、三菱東京UFJ銀行ATM據點。

## 停車場
UDX地下室可容納汽車800台、摩托車124台的停車場「秋葉原UDX停車場」。在AKIBA ICHI或秋葉原電氣街振興會加盟店的合作店家消費可獲得一定時間的免費折扣。週末有許多痛車聚集，有「痛車的聖地」之稱。
此外，能容納42台自行車的24小時室內自行車停車場「秋葉原UDX自行車停車場」位於UDX大樓北側。

## 與動漫的關連
在LoveLive!中，偶像團體A-RISE成員就讀的UTX高校原型即為此大樓。

## 備註
1. ↑  2007年度グッドデザイン賞を受賞 （页面存档备份，存于）、鹿島建設、2007年10月25日
2. ↑  .   [2015-10-13]. （原始内容存档于2015-10-09）.
3. ↑  AKIHABARA Parking Information 秋葉原パーキング情報 的存檔，存档日期2015-10-02.、秋葉原電気街振興会
4. ↑  秋葉原UDX駐車場が“痛車の聖地”になったわけ （页面存档备份，存于）、ねとらぼ（日语：ITmedia）、2013年5月30日
5. ↑  .   [2015-10-13]. （原始内容存档于2015-10-17）.

## 外部連結
- 秋葉原UDX （页面存档备份，存于）
- 秋葉原UDX：NTT都市開發 （页面存档备份，存于）